# میریام باتن
میریام باتن (انگلیسی: Miriam Batten; ۴ نوامبر ۱۹۶۴ – ) ورزشکار روئینگ اهل بریتانیا بود.
وی در مسابقات کشوری و بین‌المللی در مجموع برندهٔ ۱ مدال طلا، ۲ مدال نقره شده‌است.